# Macropanesthia saxicola
Macropanesthia saxicola är en kackerlacksart som beskrevs av Walker, J. A., Rugg och Rose 1994. Macropanesthia saxicola ingår i släktet Macropanesthia och familjen jättekackerlackor. Inga underarter finns listade i Catalogue of Life.